# Phrynoeme cucullata
Phrynoeme cucullata là một loài bọ cánh cứng trong họ Cerambycidae.